# Martin Lo
Martin Lo hay Martin Lò (sinh ngày 3 tháng 9 năm 1997 tại Rạch Giá, Kiên Giang - nguyên quán tại Thái Bình) là một cầu thủ bóng đá chuyên nghiệp người Việt Nam – Úc hiện đang thi đấu ở vị trí tiền vệ trung tâm cho CLB PVF - CAND.
Martin Lo trưởng thành từ lò đạo trẻ của câu lạc bộ Western Sydney tại Úc. Năm 2019, anh về Việt Nam thi đấu cho câu lạc bộ Phố Hiến tại giải hạng Nhất Quốc gia. Sau mùa giải đầu tiên thi đấu ấn tượng nhưng không thể giúp Phố Hiến thăng hạng, anh chuyển sang thi đấu cho Hải Phòng.

## Tiểu sử
Martin Lo sinh ra và lớn lên tại Úc, bố mẹ của anh đều là người Việt Nam nhập cư từ những năm 1970. Từng sinh sống ở Kiên Giang nhưng nguyên quán gốc của anh ở tỉnh Thái Bình.

## Sự nghiệp câu lạc bộ
Năm 15 tuổi, Martin Lo thử việc tại đội trẻ của câu lạc bộ Western Sydney Wanderers. Rất nhanh chóng, anh được huấn luyện Tony Popovic gọi lên tập cùng đội một. Chưa kịp có trận ra mắt đội một thì Martin đã bị rách cơ háng và phải nghỉ thi đấu tới 8 tháng. Hồi phục chấn thương, anh quay trở lại tham gia chuyến tập huấn trước mùa giải, được ký hợp đồng chính thức và được điền tên trong danh sách dự AFC Champions League 2014.
Đầu năm 2019, Martin Lò trở về quê hương Việt Nam và ký hợp đồng với Phố Hiến sau quãng thời gian thử việc tại đội bóng. Ngày 11 tháng 5 năm 2019, Martin ghi một cú đúp giúp Phố Hiến cầm hòa An Giang với tỷ số 2–2. Kết thúc mùa giải đầu tiên tại Việt Nam, anh ghi được 4 bàn thắng sau 20 lần ra sân nhưng không thể cùng Phố Hiến thăng hạng V-League khi đội bóng này để thua Thanh Hoá ở trận play-off.
Đầu năm 2020, Martin Lò chuyển đến thi đấu cho Hải Phòng. Ngày 8 tháng 3 năm 2020, Martin Lo có lần đầu tiên ra sân tại V.League 1 trong trận đấu Hải Phòng làm khách trên sân của Thanh Hóa. Tuy nhiên màn thể hiện của anh được đánh là khá nhạt nhoà và bị thay ra ở phút thứ 69 của trận đấu.

## Sự nghiệp quốc tế
Năm 13 tuổi, Martin được gọi vào đội tuyển U-13 Úc đi du đấu ở Malaysia. Sau khi khoác áo Western Sydney, anh có vài lần được gọi lên đội tuyển U-20 Úc nhưng đều bỏ lỡ do chấn thương.
Sau mùa giải 2019 ấn tượng tại giải hạng Nhất, Martin Lò được huấn luyện viên Park Hang-seo nhiều lần triệu tập lên đội tuyển U-22 và U-23 Việt Nam. Ngày 7 tháng 6 năm 2019, Martin có lần đầu tiên ra sân cho U-23 Việt Nam trong trận giao hữu gặp U-23 Myanmar trên sân vận động Việt Trì. Dù chỉ được thi đấu 3 phút nhưng anh cũng đã để lại dấu ấn bằng một cú sút xa đưa bóng chạm xà ngang.

## Thống kê sự nghiệp
Tính đến ngày 2 tháng 7 năm 2022
| Câu lạc bộ     | Mùa giải       | Giải đấu       | Giải đấu | Giải đấu | Cúp quốc gia | Cúp quốc gia | Châu lục | Châu lục | Khác | Khác | Tổng cộng | Tổng cộng |
| Câu lạc bộ     | Mùa giải       | Hạng           | Trận     | Bàn      | Trận         | Bàn          | Trận     | Bàn      | Trận | Bàn  | Trận      | Bàn       |
| -------------- | -------------- | -------------- | -------- | -------- | ------------ | ------------ | -------- | -------- | ---- | ---- | --------- | --------- |
| Phố Hiến       | 2019           | V.League 2     | 21       | 4        | —            | —            | —        | —        | 0    | 0    | 21        | 4         |
| Hải Phòng      | 2020           | V.League 1     | 9        | 0        | 1            | 0            | —        | —        | —    | —    | 10        | 0         |
| Hải Phòng      | 2021           | V.League 1     | 9        | 0        | —            | —            | —        | —        | —    | —    | 9         | 0         |
| Hải Phòng      | 2022           | V.League 1     | 14       | 0        | 2            | 0            | —        | —        | —    | —    | 16        | 0         |
| Hải Phòng      | 2023           | V.League 1     | 0        | 0        | 0            | 0            | 0        | 0        | 0    | 0    | 0         | 0         |
| Hải Phòng      | Tổng cộng      | Tổng cộng      | 32       | 0        | 3            | 0            | 0        | 0        | 0    | 0    | 35        | 0         |
| Tổng sự nghiệp | Tổng sự nghiệp | Tổng sự nghiệp | 53       | 4        | 3            | 0            | 0        | 0        | 0    | 0    | 56        | 4         |

## Danh hiệu
Phố Hiến
- Á quân V.League 2: 2019

Á quân V.League 1 : 2022